# Aşağı Ləgər (Qusar)
Aşağı Ləgər è un comune dell'Azerbaigian situato nel distretto di Qusar. Conta una popolazione di 1 725 abitanti.